# Xã Lenox, Quận Iowa, Iowa
Xã Lenox (tiếng Anh: Lenox Township) là một xã thuộc quận Iowa, tiểu bang Iowa, Hoa Kỳ. Năm 2010, dân số của xã này là 1.769 người.